# 葉山奨之
葉山 奨之（はやま しょうの、1995年〈平成7年〉12月19日 - ）は、日本の俳優。トライストーン・エンタテイメント所属。妻は歌手のきゃりーぱみゅぱみゅ。

## 略歴
大阪府出身。小学2年生の時に親の仕事の関係で上京する。
2011年、映画『クローズZERO』の小栗旬に憧れ同じ事務所に入り、4月期テレビ東京系連続ドラマ『鈴木先生』でテレビドラマ初出演を果たし、俳優デビュー。同年4月7日、映画『トテチータ・チキチータ』で映画初出演。
2013年2月10日、『八重の桜』の第6話に徳川家茂役で出演し、NHK大河ドラマ初出演。
2014年、1月期はテレビ東京系ドラマ24『なぞの転校生』とTBS系金曜ドラマ『夜のせんせい』の2本の連続ドラマにレギュラー出演し、連続ドラマ初出演。
2015年、上半期連続テレビ小説『まれ』でヒロインの弟・津村一徹役で出演し、NHK朝ドラ初出演。同年9月26日、フジテレビ系スペシャルドラマ『サマー・ストーカーズ・ブルース』でテレビドラマ初主演。同年10月24日、映画『夏ノ日、君ノ声』で映画初主演。
2017年10月期テレビ東京系ドラマ25『セトウツミ』で高杉真宙とダブル主演を務め、連続ドラマ初主演。
2018年12月6日 - 24日〔12月1日・2日プレビュー公演〕、新国立劇場小劇場にて行われた舞台『スカイライト』で舞台初出演。
2023年3月21日、歌手のきゃりーぱみゅぱみゅと結婚したことが公表された。
妻・きゃりーぱみゅぱみゅが2024年10月8日、第一子が誕生したことをInstagramとXで公表。

## 人物
趣味はバスケットボール、音楽鑑賞。2018年、ゆうばり国際ファンタスティック映画祭でニューウェーブアワードを受賞。

## 出演
役名太字は主演作品。

### 映画
- トテチータ・チキチータ（2012年4月7日公開、アルゴ・ピクチャーズ） - 大越健人 役[5]
- リアル鬼ごっこ3 （2012年5月12日公開、ファントム・フィルム）- イサム 役
- 旅の贈りもの 明日へ（2012年10月13日公開、キノフィルムズ）- 仁科孝祐 役（高校時代）
- 今日、恋をはじめます（2012年12月8日公開、東宝）
- 日曜日、すずは口笛を吹いた（2014年、第6回沖縄国際映画祭出品作品）[15]
- 恋につきもの（2014年4月12日公開、東京藝術大学映像研究科映画専攻）[16]
- 学校の怪談  呪いの言霊（2014年5月23日公開、エル・ティー・コーポレーション）- 佑治 役
- 渇き。（2014年6月27日公開、ギャガ） - 金髪の男 役
- シャンティ デイズ 365日、幸せな呼吸（2014年10月25日公開、スールキートス） - 時森 役
- 超能力研究部の3人（2014年12月6日公開、BS-TBS） - 竹田孝一 役
- あしたになれば。（2015年3月21日公開、ユナイテッドエンタテインメント）- 安田元 役[17]
- 夏ノ日、君ノ声（2015年10月24日公開、ユナイテッドエンタテインメント） - 戸上哲夫 役[8]
- それでもなおできることのすべてを君に（2015年11月、UNIVERSAL MUSIC JAPAN） - 主演（比嘉愛未とW主演） ※ショートフィルム
- 正しいバスの見分けかた（2015年11月15日公開、伊参スタジオ映画祭） - 細川 役　※2019年8月23日、スタジオブルー配給で劇場公開
- 流れ星が消えないうちに（2015年11月21日公開、アークエンタテインメント）- 加地径一郎 役[18]
- 十字架（2016年2月6日公開、アイエス・フィールド） - 藤井健介 役
- 海よりもまだ深く（2016年5月21日公開、ギャガ） - 真田 役
- 青空エール（2016年8月20日公開、東宝） - 水島亜希 役[19]
- アズミ・ハルコは行方不明（2016年12月3日公開、ファントム・フィルム） - 三橋学 役[20]
- きょうのキラ君（2017年2月25日公開、ショウゲート）- 矢部和弘 役[21]
- 春夏秋冬物語（2017年4月8日公開、ユニバーサルコネクト）- 板垣修二 役
- KOKORO（フランス語版）（2017年11月4日公開、ブースタープロジェクト） ※ベルギー・フランス・カナダ合作映画
- 恋は雨上がりのように（2018年5月25日公開、東宝） - 吉澤タカシ 役[22]
- ねことじいちゃん（2019年2月22日、クロックワークス） - 内村聡 役[23]
- 任侠学園（2019年9月27日公開、エイベックス・ピクチャーズ） - 佑樹 役[24]
- 屍人荘の殺人（2019年12月13日公開、東宝） - 進藤歩 役[25]
- サヨナラまでの30分（2020年1月24日公開、アスミック・エース） - 山科健太 役[26]
- キスカム! 〜COME ON, KiSS ME AGAiN!〜（2020年9月4日公開[注 1]、吉本興業） - 橋口海 役
- 太陽の子 ～GIFT OF FIRE～（2021年8月6日公開、イオンエンターテイメント）- 堀田茂太郎 役

### テレビドラマ
- 鈴木先生 第7話（2011年6月6日、テレビ東京） - 千代田 役
- GTOスペシャル（2012年10月2日、関西テレビ） - 和久井繭 役
- 大河ドラマ （NHK）
  - 八重の桜  第6話・第8話・第14話・第15話（2013年2月10日・24日、4月7日・14日） - 徳川家茂 役
  - 軍師官兵衛 最終話（2014年12月21日） - 豊臣秀頼 役
- 実験刑事トトリ2 第4話（2013年11月2日、NHK） - 一和樹 役
- なぞの転校生（2014年1月10日 - 3月29日、テレビ東京）- 鎌仲才蔵 役
- 夜のせんせい（2014年1月17日 - 3月21日、TBS）- 高原翔太 役
- NHKスペシャル特集ドラマ 東京が戦場になった日 （2014年3月15日、NHK）- 白石平助 役
- おわらないものがたり（2014年8月2日 - 23日、フジテレビ） - 池波俊也 役
- ドラマ甲子園「十七歳」（2014年8月30日、フジテレビTWO） - 安藤ハジメ 役
- プレミアムドラマ そこをなんとか2 最終話（2014年9月20日、NHK BSプレミアム） - 秋山優吾 役
- アオイホノオ 最終話（2014年9月26日、テレビ東京） - 三上 役
- Nのために（2014年10月17日 - 12月19日、TBS）- 杉下洋介 役
- 連続テレビ小説 まれ 第7話 - 最終話（2015年4月6日 - 9月26日、NHK） - 津村一徹 役[4]
- サマー・ストーカーズ・ブルース（2015年9月26日、フジテレビ） - ソータ 役[7]
- 釣りバカ日誌〜新入社員 浜崎伝助〜（2015年10月23日 - 12月11日、テレビ東京） - 魚住伸太郎 役
- 大阪環状線 ひと駅ごとの愛物語 第9話「最後のデート」（2016年3月8日、関西テレビ） - 城井悠一 役
- いつかこの恋を思い出してきっと泣いてしまう 第9話 - 最終話（2016年3月14日 - 21日、フジテレビ） - 内藤三希也 役
- ヒロシマ8.6ドラマ ふろたき大将 故郷に帰る（2016年7月1日、NHK広島） - 透 役
- 死幣-DEATH CASH-（2016年7月13日 - 9月14日、TBS） - 灰谷源 役[28]
- 逃げるは恥だが役に立つ（2016年10月11日 - 12月20日、TBS） - 渡辺一馬 役、シンジ 役
- スカッとジャパン 胸きゅんスカッと（2016年10月31日、フジテレビ） - 桐山亮太 役
- リテイク 時をかける想い 第6話（2017年1月14日、東海テレビ）- 北見圭介 役
- 突然ですが、明日結婚します（2017年1月23日 - 3月20日、フジテレビ）- 高梨奏 役
- CDTV春スペシャル 卒業ソング音楽祭2017 ショートドラマ 『サヨナラの意味』（2017年3月30日、TBS）
- フランケンシュタインの恋（2017年4月23日 - 6月25日、日本テレビ） ‐ 飯塚光毅 役
- 名駅1丁目1番1号 〜人と、幸せを、つなぐ場所。〜（2017年5月13日、中京テレビ） - 阿久津卓哉 役
- 僕たちがやりました（2017年7月18日 - 9月19日、関西テレビ） - 丸山友貴 役
- セトウツミ（2017年10月14日 - 12月23日、テレビ東京） - 瀬戸小吉 役（高杉真宙とW主演）[9]
- リフレイン（2017年12月19日、フジテレビ） - 湊 役[29]
- モンテ・クリスト伯 -華麗なる復讐- 第4話 - 最終話（2018年5月10日 - 6月14日、フジテレビ） - 安堂完治 役[30]
- 透明なゆりかご（2018年7月20日 - 9月21日、NHK総合） - 町田陽介 役[31]
- 忘却のサチコ 第3話 - 最終話（2018年10月27日 - 12月29日、テレビ東京） - 小林心一 役[32]
  - 忘却のサチコ 新春スペシャル（2020年1月2日）[33]
- BRIDGE はじまりは1995.1.17神戸（2019年1月15日、関西テレビ）[34] - 佐渡島克也 役
- 後妻業 第4話 - 最終話（2019年2月12日 - 3月19日、関西テレビ） - 黒澤博司 役[35]
- ストロベリーナイト・サーガ 第2話 - 最終話（2019年4月18日 - 6月20日、フジテレビ） - 葉山則之 役[36]
- 神の手（2019年6月23日 - 7月21日、WOWOW） - 古林章太郎 役
- シャーロック 第5話（2019年11月4日、フジテレビ）- 乾貴之 役[37]
- 英雄たちの選択 正月スペシャル「百人一首～藤原定家 三十一文字の革命～」（2020年1月4日、NHK-BSP）- 後鳥羽上皇 役
- レンタルなんもしない人（2020年4月8日 - 9月30日、テレビ東京） - 神林勇作 役[38]
- 未満警察 ミッドナイトランナー（2020年6月27日 - 9月5日、日本テレビ） - 黒岩純哉 役[39]
- 太陽の子（2020年8月15日、NHK総合・NHK BS4K・NHK BS8K） - 堀田茂太郎 役
- 夜がどれほど暗くても（2020年11月22日 - 12月13日、WOWOW） - 志賀健輔 役
- 江戸モアゼル〜令和で恋、いたしんす。〜（2021年1月7日 - 3月11日、読売テレビ・日本テレビ） - 蔵地俊輔 役[40][41]
- 鹿楓堂よついろ日和（2022年1月15日 - 3月19日、テレビ朝日） - ときたか（永江ときたか） 役[42][43]
- 僕もアイツも新郎です。（2022年3月13日、関西テレビ他） - 瀬戸亮介 役[44]
- やんごとなき一族 第5話（2022年5月19日、フジテレビ）- 中島俊也 役[45]
- 魔法のリノベ 第7話（2022年8月29日、関西テレビ・フジテレビ） - 真行寺青空 役[46]
- 孤独のグルメ2022大晦日スペシャル 年忘れ、食の格闘技。カニの使いはあらたいへん。（2022年12月31日、テレビ東京）- 真也 役[47]
- 三千円の使いかた（2023年1月7日 - 2月25日、東海テレビ・フジテレビ） - 沼田翔平 役[48]
- 褒めるひと褒められるひと 第4話 - 最終話（2023年6月15日 - 8月3日、NHK総合） - 中村達 役[49]
- 転職の魔王様 第4話・第5話（2023年8月7日・14日、関西テレビ・フジテレビ） - 戸松卓郎 役[50]
- いちばんすきな花 第5話・第9話・最終話（2023年11月9日・12月7日・21日、フジテレビ） - 篠宮樹 役
- アリバイ崩し承りますスペシャル（2024年4月6日、テレビ朝日） - 葉加瀬裕次郎 役[51]
- 素晴らしき哉、先生!（2024年8月18日 - 10月6日、朝日放送テレビ・テレビ朝日） - 山添快斗 役[52]
- おいち不思議がたり 第2話 - 第6話（2024年9月8日 - 10月6日、NHK BS・NHK BSプレミアム4K） - 田澄十斗 役
- トウキョウホリデイ（2025年4月4日 - 6月20日、テレビ東京） - 町田隼人 役[53]
- レプリカ 元妻の復讐（2025年7月7日 - 、テレビ東京） - 田森圭 役[54]
- 最後の鑑定人 第1話（2025年7月9日、フジテレビ） - 渡部紀明 役[55]

### ドキュメンタリー
- ONE ASIA アジア麺ロードを行く（2014年9月15日、RKB毎日放送制作・TBS系列） - 旅人[56]
- チョイ住み フィンランド（2016年12月24日、NHK BSプレミアム）

### 舞台
- スカイライト（2018年12月6日 - 24日〔12月1日・2日プレビュー公演〕、新国立劇場小劇場） - エドワード 役[10]

### CM
- 大塚製薬「カロリーメイト」『とどけ、熱量。』篇（2012年11月）[1]
- 日清食品「カップヌードル」『SURVIVE! 初めての合コン』篇（2013年7月）[1]
- ベネッセコーポレーション「進研ゼミ 高校講座」『9万問の入試分析』篇（2013年11月）[1]
- NTTドコモ「LTE」『想いをつなぐ』篇（2013年11月）[1]
- ネスレ「焼き"キットカット"」（2014年3月）[1]
- FNS27時間テレビ「武器はテレビ。」篇[要出典]（2014年7月[1]17日 - 7月27日 フジテレビ）- SMAPと共演[要出典]
- ディー・エヌ・エー「逆転オセロニア」『待ちぼうけ』篇（2017年12月22日 - 31日）[57]
- * 任天堂 「スーパー マリオパーティ」（2018年9月 - ） - 田中圭、ウエンツ瑛士、内田理央と共演[58]
- リクルート「リクナビ2019」『いこうぜ、俺たち』篇（2018年2月26日 - ）[59]
- ハピタス『ウサ山くんとカメ里さん』篇（2019年9月14日 - ）[60] - 山里亮太と共演
- BOAT RACE振興会「ハートに炎を。BOAT is HEART」（2020年1月 - ）[61] - 田中圭・小林涼子・武田玲奈・飯尾和樹と共演

### インターネットドラマ
- すき家 「初恋の味」（2011年9月17日 - 25日）- 1分間ドラマ
- 恋は雨上がりのように〜ポケットの中の願いごと〜（2018年5月2日配信開始、全4話、GYAO!） - 吉澤タカシ 役（松本穂香とのW主演。映画『恋は雨上がりのように』のスピンオフ）[62]
- ショート・プログラム「どこ吹く風」（2022年3月6日配信、Amazon Prime Video）- 慎 役[63]
- シコふんじゃった!（2022年10月26日配信、Disney+） - 森山亮太 役（伊原六花とW主演）[64][65]
- エンジェルフライト 国際霊柩送還士 エピソード1（2023年3月17日、Amazon Prime Video） - 杉原陽平 役
- ドンケツ（2025年4月25日 - 、DMM TV） - 内村タツオ 役[66]

### Web番組
- ヒミツの鹿楓堂（2022年1月23日 - 2月20日、TELASA）[67]

### ラジオドラマ
- FMシアター（NHK-FM）
  - 「みごもる。」（2015年6月20日）[68]
  - 「今年の梅は」（2021年4月10日） - 健介 役[69]
  - 「手をハナシテ、ツカマエテ」（2023年11月18日） - 一真 役[70]
  - 「ムーン・ジャンパー」（2024年10月19日） - 陽太 役[71]

### ミュージック・ビデオ
- miwa「片想い」（2012年2月1日）
- MACO 「手紙」（2016年9月21日）[72]

### テレビ
- TERRACE HOUSE OPENING NEW DOORS（2018年1月 - 2020年5月、フジテレビ、Netflix）- スタジオメンバー
- 日立 世界・ふしぎ発見!（TBS） - 準レギュラー
- 霜降りミキXIT（2020年8月10日 - ?、TBS）

## 書籍

### カバーモデル
- 『真夏のヒーロー 〜大切な人〜』（小学館エンジェル文庫、2014年5月23日）※表紙

### 新聞連載
- 『葉山奨之の初めまして』（読売新聞東京版金曜夕刊コラム、2014年10月 - ）